# 4063 Euforbo
4063 Euforbo (1989 CG2) là một Trojan của Sao Mộc được phát hiện ngày 1 tháng 2 năm 1989, bởi Oss. San Vittore ở Bologna.